# Jonah Lomu
Jonah Lomu   (Auckland, 12 de maig de 1975 - Auckland, 18 de novembre de 2015) va ser un jugador de rugbi neozelandès d'ascendència tongalesa que jugà 63 cops amb els «All Blacks» —sobrenom de la selecció de rugbi XV de Nova Zelanda— des del seu debut l'any 1994. Va ser la primera superestrella de l'era del rugbi professional. Lomu, tornà a practicar l'esport després de rebre un trasplantament de ronyó l'any 2004.

## Gènesi d'un gegant
El físic de Lomu era l'ideal per a jugar a rugbi, ja que era gros, fort i ràpid, qualitats que ell va accentuar amb la seva tècnica, agressivitat i presència intimidatòria al camp. Amb 1.96 metres d'alçada i 120 kilograms de pes era tan fort com la majoria de davanters, però tot i les seves dimensions posseïa una potència extraordinària, la qual cosa li permetia de córrer els 100 metres en 10,8 segons.

## Zenit
Tal com ja ho va ser John Kirwan, el seu predecessor als «All Blacks» en la mateixa posició, Lomu va ser un fora de sèrie de ben jove. A l'edat de dinou anys i quaranta-cinc dies, Jonah Lomu, es va convertir en el jugador més jove de la història en disputar un partit amb la selecció nacional de Nova Zelanda. En el seu debut contra la selecció francesa, el 1994, la seva actuació només va rebre el qualificatiu d'acceptable, tanmateix el millor estava encara per arribar.

### Copa del Món de 1995
Jonah, va deixar les audiències televisives bocabadades quan va fer 7 assajos en 5 partits, van ser d'especial ressonància mediàtica els 4 contra la selecció d'Anglaterra a les semifinals.
L'estil d'atac de Lomu era potència pura. Com si es tractés d'una força de la natura, tenia tendència a córrer sense fer ziga-zagues i tirar pel dret, mirant d'envestir els defenses contraris. En el punt més àlgid de la seva carrera sovint va arribar a envestir fins a 5 "agosarats" rivals en el seu camí fins a la línia d'assaig.
Els «All Blacks» van jugar una final èpica contra els «Springboks», la selecció de Sud-àfrica, tot i que Lomu no va aconseguir fer cap assaig.

### Copa del Món de 1999
Va fer 8 assajos. Va tornar a jugar un dels seus millors partits contra la selecció d'Anglaterra, havent fet 8 assajos contra aquest equip en el total de la seva carrera, més que cap altre All Black. 

Lomu, també ostenta el rècord total de 20 assajos fets en la Copa del Món. Contràriament, mai va en va poder fer-li cap assaig a Sud-àfrica.

## Problemes de salut
A finals de 1996, Lomu, va ser diagnosticat de síndrome nefròtica, una greu i rara malaltia del ronyó. Malgrat tot, va continuar jugant alhora que era tractat.
El maig de 2003, va haver de fer un tractament de diàlisi tres cops per setmana a causa del deteriorament de la seva funció renal, i se li va anunciar que aviat s'hauria de sotmetre a un trasplantament de ronyó si no volia acabar en una cadira de rodes.
El 28 de juliol de 2004 va sotmetre's a llur operació quirúrgica a Auckland. El ronyó va ser donat per Grant Kereama, un presentador de ràdio de Wellington. Lomu, de seguida va anunciar la seva intenció d'entrenar de nou, i va reaparèixer el juny de 2005.
Va morir el 18 de novembre de 2015 després d'una recaiguda sobtada.

## El retorn
Amb el desig de tornar a jugar amb els «All Blacks» a la Copa del Món de 2007, va començar a entrenar de nou. Abans de retornar al rugbi professional, però, va necessitar un dictamen especial de l'Agència Mundial contra el Dopatge, ja que un dels fàrmacs que prenia per evitar el rebuig del ronyó aliè estava (i està) en la llista de substàncies prohibides de la WADA.
La seva reaparició en un partit oficial després del trasplantament va ser el 10 de desembre de 2005, a la Copa Heineken, jugada a Cardiff. Va sortir a jugar amb el 15 inicial i va jugar 60 minuts, tot i que no va fer cap assaig.
Existeixen precedents d'atletes professionals que retornen a la competició després d'un trasplantament de ronyó, en concret dos jugadors de l'NBA: Sean Elliott i Alonzo Mourning. Tanmateix, cal recalcar l'esforç de Lomu, ja que l'impacte físic del rugbi és força superior al del bàsquet.

## Fora del camp
El 1995 Lomu va guanyar el premi de la BBC Personalitat esportiva de l'any (Ultramar).